# ترايسي نيلسون
ترايسي نيلسون (بالإنجليزية: Tracy Nelson )‏ (و. 1963  م) هي ممثلة تلفزيونية، وممثلة أفلام سينمائية أمريكية، ولدت في سانتا مونيكا، كاليفورنيا، بدأت مشوارها المهني سنة 1968.

## التعليم
تعلمت في Harvard-Westlake School ‏.

## وصلات خارجية
- ترايسي نيلسون على موقع IMDb (الإنجليزية)
- ترايسي نيلسون على موقع ألو سيني (الفرنسية)
- ترايسي نيلسون على موقع أول موفي (الإنجليزية)
- ترايسي نيلسون على موقع قاعدة بيانات برودواي على الإنترنت (الإنجليزية)
- ترايسي نيلسون على موقع قاعدة بيانات الأفلام السويدية (السويدية)
- ترايسي نيلسون على موقع إن إن دي بي (الإنجليزية)
- ترايسي نيلسون على موقع قاعدة بيانات الفيلم (الإنجليزية)
- ترايسي نيلسون على موقع كينوبويسك (الروسية)